# Râul Izvorul Bulzului, Paltinu
Râul Izvorul Bulzului este un curs de apă, afluent al râului Paltinu. 